# Гневно пътуване
„Гневно пътуване“ е български игрален филм (драма) от 1971 година на режисьора Никола Корабов, по сценарий на Дико Фучеджиев. Сценарият е написан по мотиви от едноименната новела на Дико Фучеджиев. Оператор е Борис Янакиев. Музиката във филма е композирана от Борис Карадимчев.

## Сюжет
60-те г. на XX в. Чавдар Техов завършва геология. Желанието му е да продължи с научна дейност, но по настояване на баща си - академик Техов, заминава на стаж в Родопите. Там среща геолози и местни хора, влюбени в професията си и в родния край. Запознава се с Ваня - родена и израснала в планината, тя следва задочно геология и мечтае да открие нови залежи. Младият геолог е раздвоен в чувствата между скромната Ваня и Юлия - приятелката му от София, свикнала на охолен и бурен живот. Стажът на Чавдар изтича и той се разделя с новите си приятели. Сърцето му завинаги остава пленено от истинската любов, от красотата на планината и доблестта на хората, които е срещнал. Поема обратния път към София, тъжен и убеден, че ще се върне отново....

## Актьорски състав
| Роля                             | Изпълнител                                         |
| -------------------------------- | -------------------------------------------------- |
| Чавдар Техов, инженер геолог     | Йосиф Сърчаджиев                                   |
| Ваня, колектор                   | Доротея Тончева                                    |
| Юлия, приятелката на Чавдар      | Северина Тенева                                    |
| академик Техов, бащата на Чавдар | н.а. Георги Калоянчев                              |
| Превалски, началникът на базата  | з.а. Досьо Досев                                   |
| професор Вълев                   | з.а. Коста Цонев                                   |
| бай Стоян Диханя, пробчик-геолог | Никола Тодев                                       |
| Вида, хазяйката на Чавдар        | Йорданка Кузманова                                 |
|                                  | Васил Попилиев (не е посочен в надписите на филма) |
| Катерински, работник             | Петър Божилов (като П. Божилов)                    |
| артистката получаваща цветя      | з.а. Гинка Станчева                                |
| подаряващ цветя                  | з.а. Богомил Симеонов (като Б. Симеонов)           |
|                                  | Александър Вазов (като А. Вазов)                   |
|                                  | Стефан Илиев (не е посочен в надписите на филма)   |
| подаряващ цветя                  | Анани Явашев (като А. Явашев)                      |
| Батето, работник                 | Иван Обретенов (като И. Обретенов)                 |
|                                  | Марио Маринов (като М. Маринов)                    |
|                                  | Весела Радоева (като В. Радоева)                   |
|                                  | Елена Жандова (като Е. Жандова)                    |
|                                  | Н. Генова                                          |
|                                  | Красимир Койчев (като К. Койчев)                   |
|                                  | К. Светлов                                         |
|                                  | Владимир Братанов (като В. Братанов)               |
|                                  | Константин Джидров (като К. Джидров)               |
|                                  | В. Маринов                                         |
|                                  | И. Алексиев                                        |
|                                  | К. Георгиев                                        |

и други